# Placówka Straży Granicznej w Stuposianach
Placówka Straży Granicznej w Stuposianach – graniczna jednostka organizacyjna Straży Granicznej realizująca zadania w ochronie granicy państwowej z Ukrainą (zewnętrznej granicy Unii Europejskiej).

## Formowanie i zmiany organizacyjne
Placówka Straży Granicznej w Stuposianach (PSG w Stuposianach) z siedzibą w Stuposianach, została utworzona 24 sierpnia 2005 Ustawą z 22 kwietnia 2005 O zmianie ustawy o Straży Granicznej..., w strukturach Bieszczadzkiego Oddziału Straży Granicznej w Przemyślu z przemianowania dotychczas funkcjonującej Strażnicy Straży Granicznej w Stuposianach (Strażnica SG w Stuposianach), która 23 października 2002 została włączona do systemu ochrony granicy państwowej. Znacznie rozszerzono także uprawnienia komendantów, m.in. w zakresie działań podejmowanych wobec cudzoziemców przebywających na terytorium RP.
25 listopada 2005 nastąpiło zakończenie służby w Straży Granicznej funkcjonariuszy służby kandydackiej i przejście Straży Granicznej na system służby zawodowej.
Siedziba placówki SG w Stuposianach, to biały budynek pokryty czerwonym dachem, położony w odległości 1,8 km od granicznego Sanu. Na dzień 19 kwietnia 2017 zatrudnionych było 59 strażników granicznych.
W 2023, Placówka Straży Granicznej w Stuposianach miała status placówki SG kategorii III.

## Ochrona granicy
W placówce znajduje się Przewoźna Jednostka Nadzoru (PJN) w ilości 1 sztuki, która służy do mobilnej obserwacji terenu, wykrywania i rozpoznawania obiektów w strefie nadgranicznej (do obserwacji granicy zarówno w dzień, jak i w nocy). Centrum obserwacyjne mieści się na niewielkiej ciężarówce. Pojazd jest wyposażony m.in. w kamerę termowizyjną, kamerę CCD i dalmierz laserowy. PJN będzie wspomagany przez 3 wieże obserwacyjne, wyposażone we wszystkie niezbędne środki obserwacyjne. Będą miały około 5 metrów wysokości i będą ogrodzone, aby niedźwiedzie ich nie uszkodziły

## Terytorialny zasięg działania

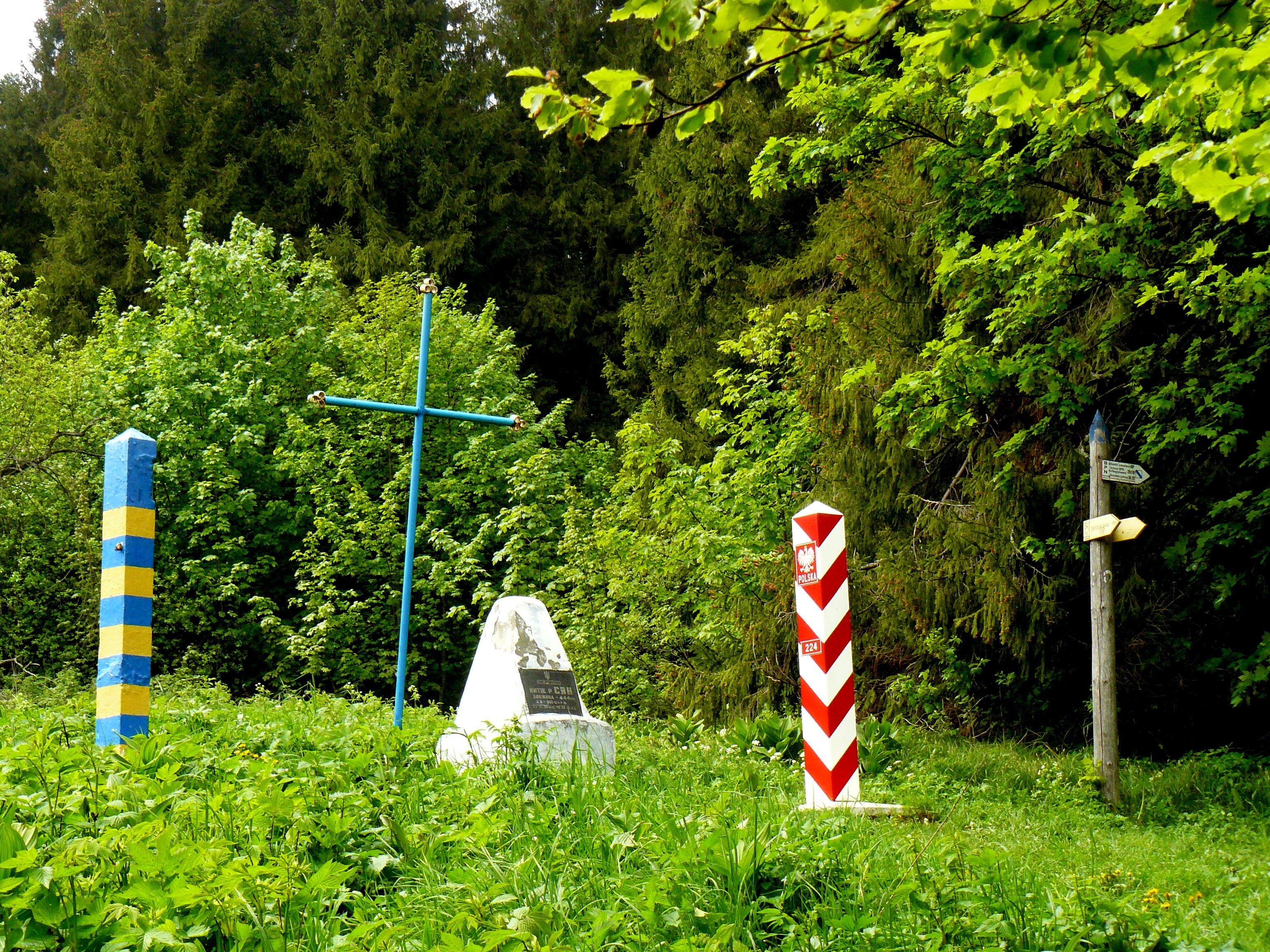
Granica polsko-ukraińska, znaki gran. nr 224 i źródło Sanu (maj 2015)

Ochrania odcinek granicy państwowej o długości ok. 60 km, z czego na odcinku 57 km granica państwowa biegnie środkiem koryta Sanu:
Stan z 30 maja 2018
- Od znaku granicznego nr 351 znaku granicznego nr 222.
- W strefie nadgranicznej linia rozgraniczenia z placówką Straży Granicznej w:

1. Czarnej Górnej: wyłączony północny brzeg rzeki San, wyłączona góra Trohaniec, wyłączona góra Hulskie, dalej granicą gmin Czarna i Lutowiska[d].
2. Ustrzykach Górnych: wyłączony znak graniczny 222, punkt triangulacyjny 888,9, góra Grandysowa, góra Widełki, góra Jawornik, wyłączona góra Smerek.
3. Wetlinie: granicą gmin Lutowiska i Cisna.

Stan z 1 sierpnia 2011
- Od znaku granicznego nr 351 do znaku granicznego nr 222.
- W strefie nadgranicznej linia rozgraniczenia z placówką Straży Granicznej w:

1. Czarnej Górnej: włączony znak graniczny nr 351, wyłączona góra Trohaniec, wyłączona góra Hulskie, dalej granicą gmin Czarna oraz Lutowiska.
2. Ustrzykach Górnych: wyłączony znak graniczny nr 222, wzgórze 888,9, wyłączona góra Grandysowa, wyłączona góra Widełki, wyłączona góra Jawornik, wyłączona góra Smerek.
3. Wetlinie: granicą gmin Lutowiska oraz Cisna.

## Placówki sąsiednie
- Placówka SG w Czarnej Górnej ⇔ Placówka SG w Ustrzykach Górnych, Placówka SG w Wetlinie – 1.08.2011[e].

## Komendanci placówki
- ppłk SG Jacek Siara[7] (był 19.04.2017[5]–był 20.12.2023[8]–był w 2023[6]).).